# Сордариомицеты
Сордариомице́ты (лат. Sordariomycetes) — класс грибов из отдела аскомицетов (Ascomycota), насчитывающий 15 порядков, 64 семейства, 1119 родов и 10 564 вида. Сумки развиваются в плодовых телах, как правило, имеющих форму перитециев (редко — клейстотециев).
Представители класса ранее были известны под названием пиреномицеты (Pyrenomycetes), которое указывает на их свойство появляться после пожаров в лесах.

## Систематика
Систематика класса находится в процессе разработки методами молекулярной филогенетики. По данным 2010 года, в классе выделяют 3 подкласса и 15 порядков. 

Подкласс Hypocreomycetidae
- Coronophorales — Коронофоровые
- Hypocreales — Гипокрейные
- Melanosporales — Меланоспоровые
- Microascales — Микроасковые

Подкласс Sordariomycetidae
- Boliniales — Болиниевые
- Calosphaeriales — Калосфериевые
- Coniochaetales — Кониохетовые
- Diaporthales — Диапортовые
- Ophiostomatales — Офиостомовые
- Sordariales — Сордариевые

Подкласс Xylariomycetidae
- Xylariales — Ксиляриевые

Incertae sedis
Порядки, не отнесённые к подклассам:
- Chaetosphaeriales — Хетосфериевые
- Lulworthiales
- Phyllachorales — Филлахоровые
- Trichosphaeriales

Семейства, не отнесённые к порядкам:
- Annulatascaceae
- Apiosporaceae
- Batistiaceae
- Glomerellaceae
- Kathistaceae
- Magnaporthaceae
- Papulosaceae
- Plectosphaerellaceae
- Thyridiaceae
- Vialaeaceae

Роды сордариомицетов, ещё не отнесённые к семействам:
Adomia — Arecacicola — Arthropycnis — Ascocodinaea — Ascoyunnania — Barbatosphaeria — Biconiosporella — Caudatispora — Ceratosphaeria — Cesatiella — Collematospora — Cryptovalsa — Cryptovalsaria Custingophora — Debaryella — Duradens — Ellisembia — Erythromada — Etheirophora — Eucasphaeria — Flammispora — Fluviostroma — Garethjonesia — Globosphaeria — Hilberina — Hypotrachynicola — Immersisphaeria — Isia — Juncigena — Kananascus —Koorchaloma — Leptosporella — Linocarpon — Merugia — Mirannulata — Myrmecridium — Nigromammilla — Ornatispora — Paoayensis — Papulaspora — Paragaeumannomyces — Petrakiella — Plagiosphaera — Porosphaerellopsis — Roselliniella — Roselliniomyces — Roselliniopsis — Saccardoella — Savoryella — Selenosporella — Sporoschismopsis — Sungaiicola — Teracosphaeria — Thyronectria — Torpedospora — Tribulatia — Xylomelasma